# Pavel Spišák
Pavel Spišák (30. května 1938 Košice – 23. února 2012 Brno), chybně uváděný jako Pavol Spišiak či Pavel Spišiak, byl československý fotbalový brankář pocházející ze Slovenska. Po ukončení hráčské kariéry se stal rozhodčím a funkcionářem.

## Hráčská kariéra
Odchovanec VSS Košice chytal v nejvyšší soutěži celkově ve 13 utkáních za Rudou hvězdu Brno, Dynamo Praha (dobový název Slavie) a Spartak ZJŠ Brno (dobový název Zbrojovky). Do Zbrojovky přišel v půli srpna 1963 a v roce 1967 odešel do Moravské Slavie Brno.
Za Spartak ZJŠ Brno odchytal v ročníku 1964/65 jedno celé utkání v Poháru veletržních měst. Hrálo se ve středu 9. září 1964 v Budapešti na Népstadionu, Ferencváros zvítězil brankami Vargy a Alberta 2:0.

### Prvoligová bilance
| Ročník                                   | Zápasy | Góly | Minuty | Nuly | Klub             |
| ---------------------------------------- | ------ | ---- | ------ | ---- | ---------------- |
| 1. československá fotbalová liga 1959/60 | 3      | 0    | 217    | 0    | RH Brno          |
| 1. československá fotbalová liga 1960/61 | 2      | 0    | 69     | 0    | RH Brno          |
| 1. československá fotbalová liga 1962/63 | 4      | 0    | 84     | 0    | Dynamo Praha     |
| 1. československá fotbalová liga 1963/64 | 1      | 0    | 90     | 0    | Spartak ZJŠ Brno |
| 1. československá fotbalová liga 1964/65 | 2      | 0    | 180    | 0    | Spartak ZJŠ Brno |
| 1. československá fotbalová liga 1966/67 | 1      | 0    | 31     | 0    | Spartak ZJŠ Brno |
| CELKEM 1. LIGA                           | 13     | 0    | 671    | 0    |                  |

## Funkcionářská kariéra
Jako funkcionář působil ve fotbalových komisích Jihomoravského kraje. Řadu let byl delegátem nejvyšších fotbalových soutěží a dva roky vykonával funkci předsedy komise delegátů pro profesionální soutěže. V letech 2009–2012 aktivně působil coby delegát 1. futsalové ligy a 2. futsalové ligy.
V době, kdy působil jako delegát svazu v nejvyšší soutěži, figuroval v kauze kolem fotbalového klubu 1. FC SYNOT. Důkazy o tom, že by převzal úplatek, policie nezískala, a proto nemohl být trestně stíhán.

## Úmrtí
Zemřel v Brně. Poslední rozloučení se uskutečnilo v pátek 2. března 2012 od 10 hodin v kostele svatého Vavřince v Brně–Řečkovicích.